# Licence Renewed
Licence Renewed ('Licens fornyet') er en britisk roman fra 1981 af John Gardner. Romanen er hans første af seksten i serien om den hemmelige agent James Bond, der blev skabt af Ian Fleming.
Romanen opdaterer Bond og hans allierede til 1980'erne uden dog at gøre dem ældre. Et par nyheder er Bonds nye bil, Saab 900, og Q-medarbejderen Ann Reilly, kaldet Q'ute.
Det var egentlig tanke at kalde romanen Meltdown efter terroraktionen i den. Glidrose Productions, nu Ian Fleming Publications, der ejer rettighederne til James Bond-historierne, foretrak imidlertid Licence Renewed. Denne titel har praktisk taget intet at gøre med bogens indhold, men den signaliserer en ny start for James Bond.

## Plot
Atomfysikeren Dr. Anton Murik, med den tvivlsomme titel Laird of Murcaldy, allierer sig med terroristen Franco. Bond infiltrerer Muriks slot og opdager deres planer: seks atomkraftværker skal erobres og vil blive ødelagt med en katastrofe til følge, hvis ikke en enorm løsesum udbetales. Bond må slippe væk og slå alarm, men det er nemmere sagt end gjort, for Murik og hans folk kommer bestandigt på tværs.